# Asphalt 6: Adrenaline
Asphalt 6: Adrenaline — гоночная видеоигра, разработанная и изданная Gameloft и являющаяся шестой крупной игрой в серии Asphalt. Он был выпущен для iOS 21 декабря 2010 года, для Mac OS X 17 февраля 2011 года, для Android 15 июня, для Symbian^3 20 июля, для мобильных телефонов 31 августа, для webOS 3 сентября, для BlackBerry PlayBook 12 октября и для Bada 2.0 10 января 2012 года.

## Геймплей
Игровой процесс в Asphalt 6: Adrenaline аналогичен игровому процессу в Asphalt 5, где игроку предоставляется возможность наклонять устройство или касаться края экрана для управления. В игре также есть многопользовательский режим, как локальный через Wi-Fi и Bluetooth, так и глобальный через интернет-соединение.
Игрок может получить до пяти звезд за каждую гонку, при этом их результаты зависят от условий, установленных перед гонкой и касающихся как основных, так и второстепенных целей, таких как уничтожение определенного количества противников или дрейф в течение определенного периода времени.
Новой функцией Asphalt 6 является «режим адреналина», который достигается нажатием нитро, когда счетчик заполнен. В режиме адреналина машина игрока становится практически неразрушимой; со способностью легко разрушать противников при малейшем контакте.

### События
Игра состоит из множества событий:
- «Обычная гонка»: традиционная гонка с двумя-тремя кругами, в которой игрок начинает с нижней части сетки с целью финишировать 3-м или выше.
- «Победи их всех»: игрок должен сбить противников с ног как можно больше за отведенное время.
- «Выбывание»: игрок не должен занимать последнее место в течение 30-секундного периода, так как гонщик, занявший последнее место, выбывает, когда заканчивается таймер.
- «Атака на время»: игрок является единственным гонщиком и должен пройти определенное количество кругов, прежде чем истечет время.
- «Дрифт»: аналогичен режиму Time Attack, но с целью дрейфа в течение заданного времени.
- «Дуэль»: гонка один на один, в которой игрок должен финишировать первым, чтобы победить.
- «Коллекционер»: цель игрока — собрать определенное количество предметов до истечения времени таймера.
- «Под давлением» (недоступно в версии для Java): игрок должен закончить гонку, пока противники пытаются сбить игрока.
- «Разыскивается» (доступно только в версии для Java): игрок должен пройти определенное количество кругов, не будучи остановленным полицией и не наткнувшись на какие-либо дорожные блоки.

## Java-версия
Java-версия Asphalt 6 для мобильных телефонов отличается немного другим стилем игры. Здесь игра состоит из режима «Свободная игра», а также режима «Карьера», в котором гонщик должен пройти через несколько лиг, выиграв все гонки и дополнительные испытания в каждой, чтобы в конечном итоге стать «Повелителем асфальта», когда игра будет завершена на 100 %.

## Критика
После выпуска Asphalt 6: Adrenaline получила в целом положительные отзывы и многими считается лучшей частью в серии. Версия для iOS имеет совокупный балл 79 из 100 на Metacritic на основе тринадцати обзоров и 82 % на GameRankings на основе шести обзоров.
Кейт Эндрю из Pocket Gamer поставил игре 9 баллов из 10, утверждая, что общий игровой процесс не имеет себе равных; «Именно когда все элементы объединяются — ускорение, сжигание и столкновение с другими гонщиками — Asphalt 6 действительно находит свой ритм, доставляя душераздирающий опыт, который обычно присущ гонщикам, украшающим большой экран в вашей гостиной. Но это потому, что Gameloft не имеет ограничений, когда дело доходит до Asphalt 6: Adrenaline. Мобильная или нет, усилия игры объединить подвиги всех гоночных франшиз под солнцем в конечном итоге дают опыт, превосходящий почти все из них».
У Феликса Сяо из AppAdvice была аналогичная реакция, он похвалил графику и заключил: «Если вы ищете динамичную гонку, чтобы скоротать время, не ищите дальше. Asphalt 6 предоставит вам все это, а также многое другое всего за несколько долларов. Значительно улучшенная графика, еще один набор фантастических аттракционов и огромное количество игрового процесса почти гарантируют, что вам никогда не будет достаточно. Asphalt 6 за 6,99 долларов — обязательная покупка, которая, вероятно, останется лучшей аркадной гоночной игрой для некоторых время».
Крис Холл из 148Apps также отреагировал положительно, присудив 4,5 балла из 5 и высоко оценив ощущение от игры; «Когда вы едете быстро в Asphalt 6, кажется, что вы едете очень быстро. Двигатель взрывается звуком на высоких оборотах, а выбросы адреналина (турбо) выглядят так, как будто они прямо из фильма Трон. Сумасшедшие эффекты скорости действительно делают игру довольно интересно, но не думайте, что вы собираетесь смотреть на следующую Real Racing 2. Нет сомнений, что фанаты гонок получат удовольствие от Asphalt 6, но любители аркадных гонок будут люблю его немного больше. Графика надежная, звук хороший, механика вождения захватывающая (возможно, слишком снисходительная для фанатов гоночных симуляторов), и игра просто веселая. Если вам нравятся такие игры, вы точно не пожалеете о своей покупке».
Леви Бьюкенен из IGN был немного менее впечатлен, присудив игре 7,5 баллов из 10 и похвалив графику и элементы управления, но утверждая, что серия Asphalt стала несколько предсказуемой; «Asphalt 6: Adrenaline — это увлекательная аркадная гонка с кучей автомобилей и трасс. Если вам нужна только скорость и экзотические локации, эта игра для вас. Но будем честными, серия Asphalt начинает становиться действительно знакомой. Хотя это по-прежнему надежное развлечение, в следующий раз сериал должен сделать что-то, кроме того, чтобы просто предлагать все больше и больше».
Эндрю Подольский из Slide to Play придерживался того же мнения, что и IGN, чувствуя, что сама серия застопорилась, и поставил игре 3 балла из 4 (такой же балл, который он присвоил Asphalt 5); «Gameloft поставила нас в затруднительное положение. Их игры постоянно расширяют технические возможности iPhone, и каждая новая итерация долгоиграющей серии, такой как Asphalt, выглядит и звучит лучше, чем предыдущая. Но без особого творчества, серия Asphalt начинает казаться застрявшей на второй передаче. Шестая игра Asphalt (и третья на iPhone) — еще одно блестящее техническое достижение. Каждая среда детализирована, красочна и характерна, и мы почти не обнаружили графического поп-музыки. -in или замедление частоты кадров, когда мы играли на iPod Touch 4-го поколения. В то же время это не тот огромный скачок, который мы видели от Asphalt 4 к Asphalt 5. Чего действительно не хватает в Asphalt 6: адреналин не графическое чутье или хорошо сбалансированный игровой процесс. Gameloft нашла способ выпускать игры для iPhone, которые могут выглядеть так же хорошо и чувствовать себя так же захватывающе, как голливудские блокбастеры. не хватает элементарного творчества. В основном с теми же событиями, что и в прошлой игре, очень мало стимулов для покупки Asphalt в этом году».
| Агрегатор    | Оценка |
| ------------ | ------ |
| GameRankings | 82 %   |
| Metacritic   | 79/100 |

| Публика       | Оценка |
| ------------- | ------ |
| IGN           | 7.5/10 |
| 148 Apps      | 4.5/5  |
| Pocket Gamer  | 9/10   |
| Slide to Play | 3/4    |